# Roman Hayder
Roman Emanuel Hayder (ur. 3 marca 1902 we Lwowie, zm. 11 stycznia 1919 w Skniłowie) – gimnazjalista, Orlę Lwowskie, kawaler Orderu Virtuti Militari.

## Życiorys
Urodził się 3 marca 1902 we Lwowie. Był synem naczelnika poczty we Lwowie, Emanuela Haydera oraz najmłodszym z czworga rodzeństwa. Matka Albina z Sokalskich. Starsza siostra Stefania Czarnecka (ur. 1897) została 9 listopada 1933 odznaczona Medalem Niepodległości.
W 1916 ukończył IV klasę w C. K. VIII Gimnazjum we Lwowie. Został uczniem VII klasy w tej szkole.
U kresu I wojny światowej w listopadzie 1918 uczestniczył w obronie Lwowa podczas wojny polsko-ukraińskiej. 1 listopada 1918 był w grupie siedmiu osób, którzy pod komendą por. Bernarda Monda wyszli z Domu Technickiego i zajęli remizę tramwajową, tworząc trzeci punkt polską placówkę obronną i jednocześnie punkt wypadowy do ataków na Cytadelę. Walczył obsługując karabin maszynowy (wraz z Heleną Bujwidową). Później był w polskiej załodze Cytadeli. Służył w szeregach I pułku Strzelców Lwowskich (późniejszego 38 pułku piechoty Strzelców Lwowskich). Odznaczył się podczas walk. Poległ 11 stycznia 1919 w Skniłowie. Został pochowany na Cmentarzu Obrońców Lwowa (kwatera VIII, miejsce 492).
We wspomnieniach Jana Gelli z obrony Lwowa Roman Hayder został określony jako 16-letni żołnierz bohater.
Pośmiertnie został odznaczony Krzyżem Srebrnym Orderu Virtuti Militari), dekoracja została dokonana 17 kwietnia 1921 we Lwowie przez gen. broni Tadeusza Rozwadowskiego. Zarządzeniem prezydenta RP Ignacego Mościckiego z 4 listopada 1933 został pośmiertnie odznaczony Krzyżem Niepodległości za pracę w dziele odzyskania niepodległości.
Uchwałą Rady Miasta Lwowa z listopada 1938 jednej z ulic we Lwowie nadano imię Romana Haydera.